# Grigore Eremei
Grigore Eremei (ros. Григо́рий Иси́дорович Ереме́й, ur. 22 kwietnia 1935 we wsi Tîrnova w Mołdawskiej ASRR, zm. w styczniu 2025) – radziecki i mołdawski polityk.

## Życiorys
Od 1954 był funkcjonariuszem Komsomołu, od 1957 członkiem KPZR, w 1965 ukończył Kiszyniowski Instytut Rolniczy im. Frunzego, w latach 1966–1970 był I sekretarzem kotowskiego rejonowego komitetu Komunistycznej Partii Mołdawii. W latach 1970–1973 zastępca przewodniczącego Rady Ministrów Mołdawskiej SRR, a między 1973 a 1980 I zastępca przewodniczącego Rady Ministrów Mołdawskiej SRR. W 1974 zaocznie ukończył Wyższą Szkołę Partyjną przy KC KPZR, przez dekadę (1980–1990) zajmował stanowisko przewodniczącego Mołdawskiej Republikańskiej Rady Związków Zawodowych. Między 1990 a 1991 przewodniczący Federalnych Niezależnych Związków Zawodowych SRR Mołdawii i członek KC KPZR, od lutego do sierpnia 1991 I sekretarz KC KPM, od 25 kwietnia do 23 sierpnia 1991 członek Biura Politycznego KC KPZR. Deputowany do Rady Najwyższej ZSRR od VIII do XI kadencji, deputowany ludowy ZSRR. W latach 1991–1993 doradca dyrektora generalnego zjednoczenia produkcyjnego „Mezon”, w latach 1998–2001 deputowany do parlamentu Republiki Mołdawii, następnie ambasador Mołdawii w Izraelu.